# Lasianthus bahorucanus
Lasianthus bahorucanus är en måreväxtart som beskrevs av Zanoni. Lasianthus bahorucanus ingår i släktet Lasianthus och familjen måreväxter. Inga underarter finns listade i Catalogue of Life.